# Kostel svatého Jana Křtitele a svatého Václava
Kostel svatého Jana Křtitele a svatého Václava je římskokatolický chrám v městysu Ostrovačice v okrese Brno-venkov. Je chráněn jako kulturní památka České republiky.
Základy kněžiště jsou románské a pochází z 12.–13. století, první písemná zmínka je z roku 1255. Současný kostel byl vybudován v raně barokním slohu na konci 17. století. Nedlouho poté, v letech 1718 a 1719, byla loď prodloužena a vznikla také kaple svaté Barbory. Roku 1727 byla Františkem Benediktem Klíčníkem upravena a zvýšena věž. V roce 1803 byla postavena klasicistní předsíň a roku 1880 nová sakristie. Jedná se o jednolodní kostel, kněžiště je ukončeno půlkruhově. Hranolová věž je přistavěna k jižní stěně lodi.
Je farním kostelem ostrovačické farnosti. U fary si rajhradští benediktini zřídili rezidenci.